# 内蔵助平

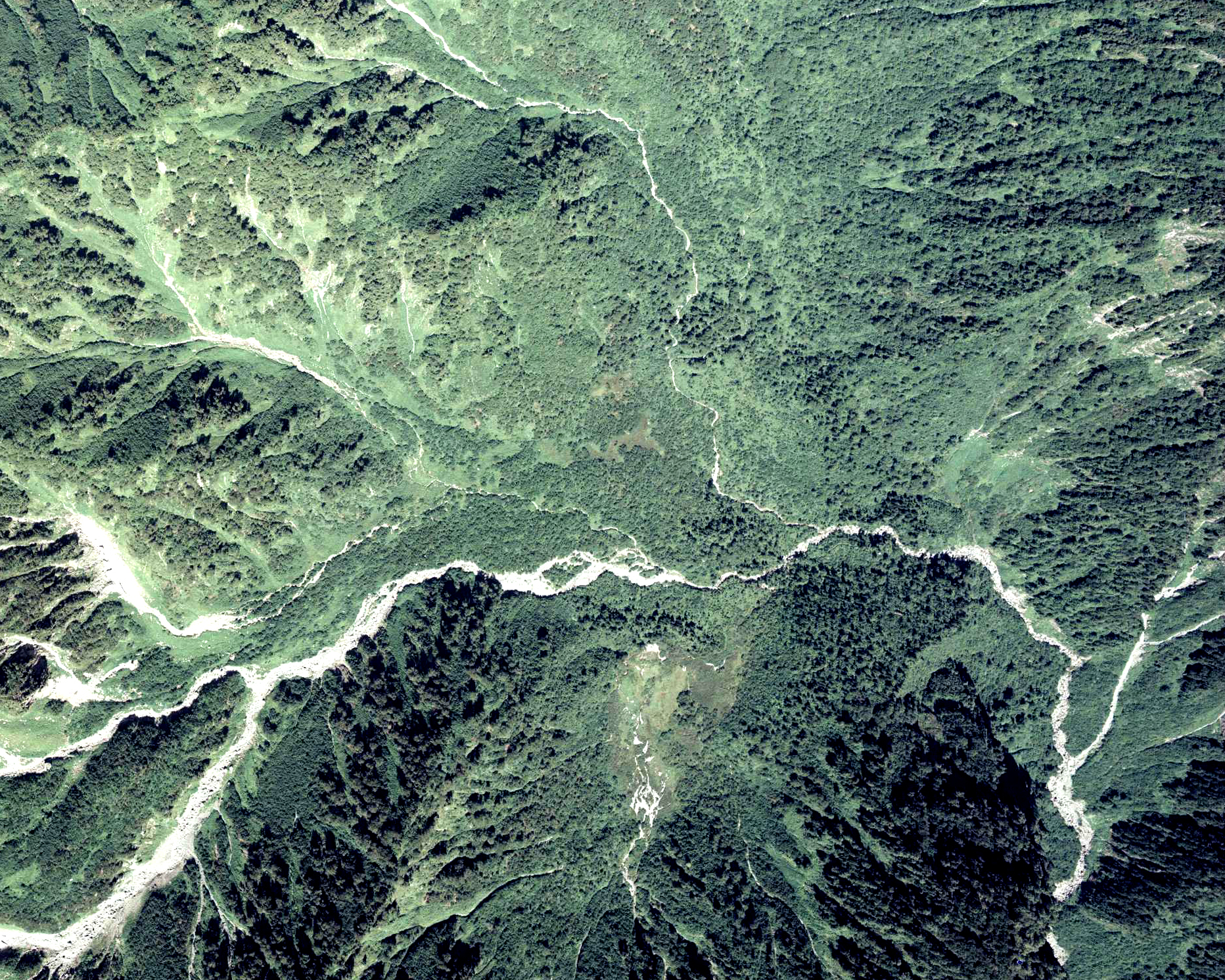
内蔵助平周辺の空中写真。1977年9月16日撮影。
。

内蔵助平（くらのすけだいら）とは、富山県中新川郡立山町の真砂岳の東側斜面の、標高1700m前後に位置する高原である。氷食地形であり、複数のモレーンが見られる。多くの沢が存在し、低木が多い。

## 概要
地面は花崗岩が風化したことによる砂が多いのが特徴。周囲三方向を真砂岳、丸山、黒部別山といった山々に囲まれている。
内蔵助平上部には内蔵助カールがある。

## 形成
内蔵助平は真砂岳や内蔵助谷と同様に、かつては厚い谷氷河が発達していた。内蔵助平は真砂岳の氷河とハシゴ谷乗越の氷河の二つの合流点にあたり、氷河の侵食により長円状況の侵食盆地（U字谷）になったとされている。
内蔵助平出口付近の標高1,650-1,700mあたりには、谷の両岸に尾根状の地形があり、これは直径10mに達する巨礫と砂質の基質からなる氷河堆積物と考えられている。
また、内蔵助平の現流路沿いでは，角礫や、粘土・シルト質の基質中心の青灰色の砂礫層が確認されており、これも氷河下の堆積物とみられている。その他にも内蔵助平周辺では各所に氷河堆積物が分布するが、いずれも年代の測定はなされていない。

## 地名
内蔵助谷や内蔵助平の地名は、佐々成政の通称の内蔵助に由来している。それに関連して埋蔵金伝説も存在している。

## レジャー
斜面がなだらかなので山スキーが行われる。